# Ronny Ross
Ronny Ross (prima Ronny Balboa) è un personaggio immaginario protagonista di una omonima serie a fumetti pubblicata in Italia dalla Play Press dal 1989 al 1996. La serie ha generato uno spin-off, Sonny Stern, e venne pubblicata tradotta anche all'estero, in Spagna, in Turchia e in Svezia.

## Storia editoriale
Il personaggio venne ideato da Sauro Pennacchioli su richiesta dell'editore il quale gli disse che aveva intenzione di pubblicare una serie di tascabili a fumetti di genere giallo senza personaggi fissi; su consiglio di Pennacchioli stesso, si optò poi per il formato bonellide, all'epoca quello di maggior successo nella pubblicazione delle serie a fumetti. L'editore stesso decise il nome della serie, Balboa, e che il protagonista avrebbe dovuto essere un ricco avvocato. La serie esordì ad aprile 1989 e venne pubblicata fino al 1996; la testata venne modificata dal n. 45 in Ronny Balboa e, dal n. 67, in Ronny Ross. Pennacchioli fu il principale autore delle storie nei primi due anni ma poi interruppe la collaborazione con l'editore per passare a lavorare per un'altra testata, Intrepido, pubblicata da un altro editore. La serie venne proseguita da Caterina Mognato e Pierfrancesco Prosperi; i principali disegnatori furono Morale e Stramaglia, A. Consoli, C. Bellagamba, I. Ranucci, Aldo Todaro, Giorgio Cambiotti, Nocerino, Benedetti. La serie venne ristampata parzialmente in formato tascabile nel 1994, nella serie Giallo Pocket Presenta BALBOA. Sempre nel 1994 nacque una serie spin-off, Sonny Stern, incentrata su un comprimario della serie; venne pubblicata bimestralmente per dieci numeri, scritti da Caterina Mognato e Pierfrancesco Prosperi.

## Trama
Le storie si svolgono nella San Francisco contemporanea, tra le aule di tribunale, la villa di Ross e soprattutto la strada. Le storie sono dense di azione e suspense, e sparatorie e combattimenti sono piuttosto frequenti.

## Personaggio
Orgoglioso delle sue radici italoamericane, è uno dei legali più in vista della California. Sin dal primo numero della serie, Ronny utilizza la macchina della verità, camuffata nella poltrona dove siede il cliente, per stabilirne l'innocenza o meno. Come si scopre già nel primo numero, difende solo persone innocenti. Questa regola verrà infranta solo in alcuni casi con lo stesso comune denominatore: la pena di morte.
Il padre di Ronny fu infatti condannato alla pena capitale pur essendo innocente, e fu questa la molla che lo spinse a diventare avvocato. Da allora nutre una profonda avversione per la pena di morte. Nel corso della serie si scopre inoltre che, dopo un'adolescenza da ribelle, ha combattuto in Vietnam. Oltre al padre, Ronny ha perso anche la madre prematuramente, per una malattia incurabile. Per scagionare i suoi clienti si avvale dei collaboratori Cnut, Debra ed Adam. 
Il nostro scopre che il nonno, l'italo-americano John Ross, è stato ucciso dalla mafia. La nonna, Adele Badalamenti, era già su una nave diretta in America. All'arrivo, il suo nome, considerato troppo lungo e complicato venne storpiato in Balboa; vista la necessità di sfuggire alla mafia, Adele ne approfittò e mantenne il nome assegnatole. Dopo lunghe peripezie, Ronny scopre che il nonno è morto da eroe e decide così che è giunta l'ora di onorarne la memoria riprendendosi il suo cognome.

## Comprimari
- Cnut: somigliante ad Arnold Schwarzenegger, è un ex poliziotto, impiegato da Ronny come detective, esperto di armi e imbattibile combattente. Fratello di Debra, verso la quale è molto protettivo, soprattutto nei confronti di Adam, perennemente in cerca di un approccio con lei.
- Debra: Ragazza bionda molto avvenente, è la "segretaria" di Ronny, anche se in realtà svolge quasi sempre un ruolo attivo nelle indagini, travestendosi nei modi più impensabili, dalla studentessa all'infermiera per infiltrarsi alla ricerca di indizi nei più disparati ambienti. Nella prima parte della serie è molto attratta da Ronny. fino al successivo inserimento del personaggio di Sonny, che diventa gradualmente la fidanzata ufficiale dell'avvocato.
- Adam: Stereotipo dell'esperto informatico, viene impiegato nella parte tecnologica delle indagini. È inoltre l'addetto alla macchina della verità, attraverso la quale Ross decide se assumere o meno la difesa del cliente di turno.

- Sonny: Giornalista dal carattere forte, è la fidanzata di Ronny. Per un breve periodo venne pubblicata, sempre dalla Play Press, una serie a lei dedicata, interrotta però dopo pochi numeri a causa delle scarse vendite.
- Linda: Apparsa nel solo albo  Corruzione Politica, è un'altra giovane giornalista, stavolta in prova presso un quotidiano, che aiuta Balboa a risolvere una delicata vicenda riguardante un politico di alto livello. Alla fine dell'albo ottiene un incarico a tempo pieno presso il giornale ed intreccia una relazione sentimentale con Balboa. Linda sarebbe dovuta entrare a tempo pieno nel cast di Balboa come compagna dell'avvocato, ma in seguito il personaggio non trovò ulteriori collocazioni per poi essere scartato dal nuovo team creativo e "sostituito" con Sonny Stern.
- Capitan Simpson: Poliziotto ottuso, opera sempre al limite della legge. Nemico giurato di Ronny.
- Steve: Appare negli ultimi numeri della serie, è il praticante avvocato di Ronny. Si scontra più volte con Ronny a causa delle divergenze sulla pena di morte.